# Замыцкий-Чешиха, Василий Константинович
Василий Константинович Замыцкий-Чешиха — московский дворянин, сын боярский и голова на службе у московского князя Василия III и царя Ивана Грозного.
Старший из трёх сыновей Константина Васильевича Чешихи Замыцкого. Прозвище Чешиха — по деду Василию Ивановичу Чешихе. Имел братьев Ивана и Михаила. Имел единственного сына Андрея
В 1528 году был пятым воеводой на Унже.
Упоминается в 1548 году в чине свадьбы брата Ивана Грозного Юрия Васильевича с княжной Ульяной Дмитриевной Палецкой.
В 1549 году участвовал в Казанском походе под командой воеводы В. М. Захарьина-Юрьина.
2 октября 1550 года с братьями переведён из переславских детей боярских в дети боярские московского уезда. В 1554 году присутствовал на свадьбе бывшего казанского царя Симеона и Марии Андреевны Кутузовой.
В 1563 году после взятия Полоцка в ходе Ливонской войны назначен туда городничим вместе с Василием Петровичем Головиным, в 1565 году был наместником в Почепе.